# Jüdische Gemeinde Richen
Die Entstehung der Jüdischen Gemeinde in Richen, heute ein Stadtteil von Eppingen im Landkreis Heilbronn in Baden-Württemberg, geht auf die Zeit um 1700 zurück.

## Geschichte
Während um 1722 in den Quellen sechs jüdische Familien mit 30 Personen genannt werden, finden sich 60 Jahre später schon elf Familien mit über 50 Personen. Bereits im 18. Jahrhundert hatten die Richener Juden einen gewissen Wohlstand. Im Jahr 1743 wurde keine Familie als unvermögend eingestuft, fünf von neun Familien sogar als vermögend. Außerdem hatten jüdische Familien auch Knechte und Mägde.
Wie damals üblich mussten die meisten jüdischen Richener ein Schutzgeld bezahlen, das es ihnen ermöglichte, in Richen zu leben. Es musste quartalsweise an die Amtskellerei in Hilsbach bezahlt werden.
Nach Auflösung der Kurpfalz 1803 kam Richen zunächst zum Fürstentum Leiningen und schließlich 1806 zu Baden, das einer der liberalsten deutschen Staaten, auch in der Frage der Judenemanzipation, war. Nach Bildung der Bezirksrabbinate in Baden wurde Richen 1827 dem Bezirksrabbinat Sinsheim zugeteilt. In Richen lebten laut Volkszählung von 1825 insgesamt 124 Juden, was einem Anteil von 17,5 % der Gesamtbevölkerung entsprach. Nachdem bereits 1746 ein Rabbiner und 1749 ein Schulmeister genannt werden, wurde 1790 eine Synagoge in Richen eingeweiht. Hinter dem Haus Hintergasse 15 stand ein rituelles Bad. Die Richener Juden Gerson und Samuel hatten außerdem noch im 18. Jahrhundert eine Synagoge in einem Haus im benachbarten Ittlingen für die dortigen Juden gestiftet, zu denen verwandtschaftliche Beziehungen bestanden.
Die Judenschule befand sich in der Synagoge, wie der eigentliche Synagogenraum auch im Oberstock des nahezu quadratischen, auf einem Grundriss von 11,40 × 11 Meter errichteten zweistöckigen Gebäudes. Die jüdischen Kinder erhielten dort ursprünglich den gesamten Unterricht, besuchten jedoch ab 1831 die örtliche Schule und erhielten in der Judenschule nur noch israelitischen Religionsunterricht. Kurzfristige Bestrebungen des Bezirksamts Eppingen im Jahr 1833 zur Errichtung einer jüdischen Volksschule scheiterten am Desinteresse der Mehrheit der Richener Juden.
Wie in den meisten Orten stieg bis zur Mitte des 19. Jahrhunderts die Zahl jüdischer Einwohner beträchtlich an und erreichte ihren Höhepunkt um 1841 mit 169 Personen, rund 20 % der Ortsbevölkerung. Ebenso ging in der zweiten Hälfte des 19. Jahrhunderts durch Landflucht und Auswanderung die Zahl schnell zurück, sodass um 1900 nur noch 34 jüdische Familien gezählt wurden.
Die jüdische Gemeinde Eppingen und noch viel mehr die Städte Mannheim, Karlsruhe und Heidelberg profitierten von dieser Landflucht, denn sie erhielten neue Bürger, die mit Kapital ausgestattet als Unternehmer die wirtschaftliche Entwicklung voranbrachten. Die ärmeren jüdischen Bürger wanderten wie ihre christlichen Landsleute eher in ferne Kontinente aus. Diese Entwicklung zeigt sich auch in den Erwerbszweigen der Richener jüdischen Familien. Vor der endgültigen rechtlichen Emanzipation der Juden in Baden 1864 lebten sie vor allem vom Handel mit Vieh, Wolle, Häuten und Lumpen.

## Nationalsozialistische Verfolgung
Im Jahr 1933 besaßen sie dagegen eine Metzgerei, eine Getreide- und Futtermittelhandlung sowie zwei Lebensmittelgeschäfte. Auf Grund der Verfolgung zur Zeit des Nationalsozialismus wanderten die meisten jüdischen Bürger aus, und 1936 wurde die Synagoge schließlich verkauft.
Das Gedenkbuch des Bundesarchivs verzeichnet sieben in Richen geborene jüdische Bürger, die dem Völkermord des nationalsozialistischen Regimes zum Opfer fielen.

## Gemeindeentwicklung
| Jahr | Gemeindemitglieder                |
| ---- | --------------------------------- |
| 1730 | 30 Personen                       |
| 1775 | 52 Personen                       |
| 1801 | 69 Personen                       |
| 1814 | 95 Personen 14,7 % der Einwohner  |
| 1825 | 124 Personen                      |
| 1845 | 182 Personen 19,8 % der Einwohner |
| 1849 | 175 Personen 18,8 % der Einwohner |
| 1852 | 180 Personen 19,1 % der Einwohner |
| 1855 | 164 Personen 18,1 % der Einwohner |
| 1864 | 147 Personen 15,6 % der Einwohner |
| 1875 | 103 Personen                      |
| 1900 | 34 Personen                       |
| 1925 | 22 Personen 2,5 % der Einwohner   |
| 1933 | 15 Personen                       |

## Bürgerliche Namen
Als alle Juden im Großherzogtum Baden 1809 erbliche Familiennamen annehmen mussten, haben die 17 Familienvorstände der Richener Juden folgende Namen angenommen: Dreifuß (5), Freudenthaler (2), Haber (1), Hanauer (4), Reiß (1), Reisser (1), Rothschild (1), Schwarzschild (1) und Stiefel (1).

## Bestattungen
Die Toten der jüdischen Gemeinde Richen wurden zunächst auf dem für damalige Verhältnisse weit entfernten Jüdischen Friedhof Heinsheim (am Neckar) sowie auf dem ebenfalls weit entfernten Jüdischen Friedhof Waibstadt beigesetzt, seit 1822 jedoch auf dem 1818/19 eingerichteten neuen jüdischen Bezirksfriedhof in Eppingen bestattet. Insgesamt finden sich dort 120 Gräber jüdischer Bürger aus Richen. Vereinzelt wurden sie auch auf dem 1889 geschaffenen jüdischen Friedhof in Ittlingen bestattet.

## Persönlichkeiten
- Wilhelm Hanauer (* 1866 in Richen; † 1940), niedergelassener Arzt, Professor an der Universität Frankfurt am Main, Stadtverordneter